# Saathiya
Saathiya (Saathiya) è un film indiano del 2002 diretto da Shaad Ali e prodotto dalla Yash Raj Films. Protagonisti del film sono Rani Mukerji, Vivek Oberoi e Tanuja. La colonna sonora è stata composta da A. R. Rahman. Il film è un remake del film di Kollywood Alaipayuthey diretto da Mani Ratnam, la cui colonna sonora era composta dallo stesso by A. R. Rahman. Il film è stato distribuito il 20 dicembre 2002. Dal 2010 la televisione indiana ha prodotto una soap opera ispirata al film. Il film ha vinto sei Filmfare Awards.